# Willy Pozadas
Willy Pozadas (Potosí, 1946) es un director de orquesta, percusionista, arreglista, afinador de piano y compositor. Polifacético músico boliviano y reconocido director de orquesta.

## Biografía
Percusionista, Compositor y Director de Orquesta, nació en Potosí, donde egresó del Colegio Nacional Pichincha y de la Academia de Bellas Artes de la Universidad Autónoma Tomás Frías. El año 1969 estudió percusión con el maestro Antonio Yepes.  En 1977 tuvo cursos intensivos de percusión con profesores del Lincoln Center de Estados Unidos en Caracas. Estudió composición y dirección en el Taller de Música de la Universidad Católica Boliviana bajo la dirección de los maestros Alberto Villalpando y Carlos Rosso, el año 1978.
Obtuvo una beca del Goethe Institut para participar en talleres de Música Contemporánea dictados por el Ensemble Modern de Alemania en Buenos Aires, 1984. Asistió al VIII curso de Música Contemporánea en Brasil. En el año 2000, participó del incentivo profesional otorgado por la Fundación de La Sinfónica Nacional con las orquestas de Chicago y Miami. En 2004 asistió a los cursos dictados por el Maestro Charles Dutoit en Buenos Aires.
Como percusionista integró el Conjunto Ritmus de Buenos Aires, la Orquesta Estable del Teatro Colón  y del Teatro San Martín entre 1971 y 1973. Es fundador y director del conjunto Repercusión. En 1977 fue instructor de la Orquesta Juvenil. Representó al país en la Orquesta Filarmónica Mundial dirigida por Carlo Maria Giulini en Suecia, el año 1985. Fue percusionista de la Orquesta Experimental de Instrumentos Nativos de Cergio Prudencio en las giras por Suiza y Alemania el 2001. Actualmente es director asociado y timbalista titular de la Orquesta Sinfónica Nacional de Bolivia.
Es miembro del proyecto “uyaricuna,  ist’asiñani,  nos escucharemos” que trabaja la música tradicional en versiones sinfónicas desde hace varios años.  (enlace roto disponible en Internet Archive; véase el historial, la primera versión y la última). En el marco de este proyecto en mayo de 2010 dirigió un concierto sinfónico con la Orquesta Sinfónica Nacional de Bolivia   basado íntegramente en la música de una de las entradas folklóricas más importante de Bolivia: La entrada del Señor del Gran Poder ,  
Como director realizó trabajos con la Orquesta de Cámara Municipal, dirigiendo obras y arreglos de música boliviana en varias oportunidades.
Director de orquesta para la película Mi Socio con música de Villalpando. Fue director del conjunto Repercusión, director de Líricos en Zarzuela en 1996. También dirigió el Homenaje a Gilberto Rojas, con la participación de varios solistas bolivianos.
Dirigió el 1.er y 2.º Encuentro de Jóvenes Instrumentistas Bolivianos entre el 2001 y el 2004. Trabajó como director de la ópera para niños Brundibár.
Ha sido director invitado de la Orquesta Sinfónica Nacional en varias oportunidades y en el año 2005 estrenó la obra “Aceras Líquidas y Pasos Lunares” del compositor boliviano Javier Parrado.
Como director de la Orquesta del Conservatorio se ha presentado en los principales escenarios de la ciudad de la Paz y en Festivales de la Cultura de Potosí, Sucre, Oruro y en  Tarija con repertorios variados.
También desarrolló cargos Administrativos entre 1978 y 1990, como director de la Casa Juvenil de la Cultura Juancito Pinto y
jefe de Música del Teatro Municipal de la Paz y Administrador del Teatro Municipal.
Como Docente fue profesor de rítmica de la escuela del ballet oficial, del Taller de música de la Casa Juvenil Juancito Pinto, la Escuela Militar de Música de Viacha, asimismo fue docente de la Universidad  Evangélica de la Paz, docente del Conservatorio Nacional de Música y actualmente es docente de la carrera de música de la Universidad Estatal Mayor de San Andrés en La Paz.

## Grabaciones como director de orquesta
- CD Homenaje a Gilberto Rojas, producción independiente

- CD Banda sonora: Mi socio, Discolandia.

## Grabaciones como compositor y arreglista
- “Amtasiñani”, CD New Albion Records

- “Tema y variaciones”, CD Música contemporánea boliviana  (enlace roto disponible en Internet Archive; véase el historial, la primera versión y la última).

- “La llama”, CD Cantvs

- “El minero” (arreglo) CD Discolandia

- “El minero” (arreglo) CD Banda sinfónica del conservatorio, Proaudio.

## Conciertos
- Por el Señor del Gran Poder, mayo de 2010  (enlace roto disponible en Internet Archive; véase el historial, la primera versión y la última).,

- Homenaje a Paul Huber  Archivado el 3 de octubre de 2009 en Wayback Machine.

- Concierto para timbal y orquesta ,

- Nuevos arreglos

- Estreno de obra boliviana

## Arreglos importantes
- El Minero, J. Medinaceli. Arr.:	W. Pozadas

- El Violín del Cuchi, Yalo Cuéllar. Arr.:	W. Pozadas

- Adiós Oruro del Alma. Arr.:W. Pozadas

- Negrita, Los Kjarkas. Arr.:W. Pozadas

- Señora, su hija, Los Kjarkas. Arr.:W. Pozadas

- Llorando se fue, Los Kjarkas. Arr.:W. Pozadas

- Chaquiras de Luz, para charango y orquesta, William Centellas. Arr.: W. Pozadas

- La Tía Núñez. Arr.: Luis Rico	W. Pozadas

- Soy Pandino, R. Arias. Arr.:W. Pozadas

- La Partida, Jenny Cárdenas. Arr.:W. Pozadas

- 3 de julio (hace rato). Arr.:W. Pozadas

- Viva mi patria Boliva, A. Camacho. Arr.:W. Pozadas

- Flor de Chuquisaca. Arr.:W. Pozadas

- Collita, Wara. Arr.:W. Pozadas

- Potosino soy, H. Iporre Salinas. Arr.:W. Pozadas

- Verano porteño, A. Piazzolla. Arr.:W. Pozadas

- No llores por mi Argentina, A. L. Weber. Arr.:W. Pozadas

- Para no perderme, J. Cárdenas. Arr.:W. Pozadas

- El colibrí, J. Cárdenas. Arr.:W. Pozadas

- Himno a Tarija. Arr.:W. Pozadas

## Obras importantes
- Amtasiñani (instrumentos nativos)

- Wiracocha (instrumentos nativos y coro)

- Variamento para orquesta sinfónica

- Ancestrofonías para orquesta sinfónica

- Paisajes para orquesta sinfónica

- Pentafonías para guitarra